# Biatlon la Jocurile Olimpice de iarnă din 2018 - ștafetă 4x6 km (feminin)
Proba de ștafetă 4x6 km feminin de la Jocurile Olimpice de iarnă din 2018 de la Pyeongchang, Coreea de Sud a avut loc pe 22 februarie 2018 la Alpensia Biathlon Centre.

## Program
Orele sunt orele Coreei de Sud (ora României + 7 ore).
| Dată         | Ora         | Rundă  |
| ------------ | ----------- | ------ |
| 22 februarie | 20:15–21:45 | Finală |

## Rezultate
Proba a început la ora 20:15.
| Loc | Număr de concurs | Țara                                                                                        | Timp                                      | Penalități (C+P)                         | Deficit |
| --- | ---------------- | ------------------------------------------------------------------------------------------- | ----------------------------------------- | ---------------------------------------- | ------- |
| 1   | 10               | Belarus · Nadezhda Skardino · Iryna Kryuko · Dzinara Alimbekava · Darya Domracheva          | 1:12:03,4 17:35,2 18:08,2 18:52,4 17:27,6 | 0+3 0+6 0+0 0+2 0+1 0+0 0+2 0+1 0+0 0+3  | –       |
| 2   | 3                | Suedia · Linn Persson · Mona Brorsson · Anna Magnusson · Hanna Öberg                        | 1:12:14,1 17:35,1 19:16,8 18:25,9 16:56,3 | 0+7 0+5 0+2 0+2 0+3 0+3 0+2 0+0 0+0 0+0  | +10,7   |
| 3   | 2                | Franța · Anaïs Chevalier · Marie Dorin Habert · Justine Braisaz · Anaïs Bescond             | 1:12:21,0 17:20,8 18:25,6 18:40,6 17:54,0 | 0+6 0+8 0+1 0+2 0+1 0+1 0+3 0+3 0+1 0+2  | +17,6   |
| 4   | 7                | Norvegia · Synnøve Solemdal · Tiril Eckhoff · Ingrid Landmark Tandrevold · Marte Olsbu      | 1:12:33,1 17:09,8 18:49,5 19:18,9 17:14,9 | 0+2 3+10 0+0 0+1 0+1 1+3 0+1 2+3 0+0 0+3 | +29,7   |
| 5   | 17               | Slovacia · Paulína Fialková · Anastasiya Kuzmina · Terézia Poliaková · Ivona Fialková       | 1:12:41,8 17:07,8 18:30,5 18:59,4 18:04,1 | 0+3 1+6 0+1 0+0 0+1 1+3 0+1 0+1 0+0 0+2  | +38,4   |
| 6   | 8                | Elveția · Elisa Gasparin · Lena Häcki · Selina Gasparin · Irene Cadurisch                   | 1:12:46,9 17:32,8 18:15,5 18:56,7 18:01,9 | 0+8 0+8 0+1 0+0 0+3 0+2 0+2 0+3          | +43.5   |
| 7   | 9                | Polonia · Monika Hojnisz · Magdalena Gwizdoń · Krystyna Guzik · Weronika Nowakowska         | 1:12:47,0 17:29,3 18:18,6 18:30,8 18:28,3 | 1+7 0+7 0+1 0+2 0+1 0+1 1+3 0+1 0+2 0+3  | +43,6   |
| 8   | 1                | Germania · Franziska Preuß · Denise Herrmann · Franziska Hildebrand · Laura Dahlmeier       | 1:12:57,3 17:49,6 19:07,4 18:33,9 17:26,4 | 1+3 2+8 0+0 1+3 1+3 0+1 0+0 0+1          | +53,9   |
| 9   | 5                | Italia · Lisa Vittozzi · Dorothea Wierer · Nicole Gontier · Federica Sanfilippo             | 1:13:07,5 16:49,0 18:47,4 18:55,0 18:36,1 | 2+7 2+6 0+1 0+0 2+3 0+0 0+3 1+3 0+0 1+3  | +1:04,1 |
| 10  | 11               | Canada · Sarah Beaudry · Julia Ransom · Emma Lunder · Rosanna Crawford                      | 1:13:36,8 18:04,0 18:27,7 19:09,6 17:55,5 | 1+4 0+7 0+0 0+3 1+3 0+0 0+1 0+1          | +1:33,4 |
| 11  | 4                | Ucraina · Iryna Varvynets · Vita Semerenko · Yuliia Dzhima · Anastasiya Merkushyna          | 1:13:44,8 18:30,9 19:15,4 17:38,7 18:19,8 | 0+3 2+7 0+0 1+3 0+1 0+1 0+2 0+0          | +1:41,4 |
| 12  | 6                | Cehia · Eva Puskarčíková · Jessica Jislová · Markéta Davidová · Veronika Vítková            | 1:13:59,7 17:21,4 19:56,1 18:57,9 17:44,3 | 0+1 4+10 0+1 0+2 0+0 2+3 0+0 0+2         | +1:56,3 |
| 13  | 18               | Statele Unite ale Americii · Susan Dunklee · Clare Egan · Joanne Reid · Emily Dreissigacker | 1:14:05,3 16:56,6 18:42,4 19:01,1 19:25,2 | 1+5 0+5 0+0 0+1 0+0 0+0 1+3 0+1 0+2 0+3  | +2:01,9 |
| 14  | 14               | Kazahstan · Galina Vishnevskaya · Darya Klimina · Alina Raikova · Olga Poltoranina          | 1:14:18,0 17:50,2 19:54,3 18:28,3 18:05,2 | 0+2 1+7 0+0 0+3 0+1 1+3 0+1 0+1 0+0 0+0  | +2:14,6 |
| 15  | 13               | Finlanda · Laura Toivanen · Kaisa Mäkäräinen · Mari Laukkanen · Venla Lehtonen              | 1:14:37,2 17:36,8 17:45,4 20:09,2 19:05,8 | 0+6 2+7 0+1 0+0 0+0 0+2 0+2 2+3 0+3 0+2  | +2:33,8 |
| 16  | 16               | Bulgaria · Emilia Yordanova · Daniela Kadeva · Stefani Popova · Desislava Stoyanova         | 1:14:38,0 18:24,4 18:33,2 19:27,6 18:12,8 | 1+3 1+6 0+0 1+3 0+0 0+1 1+3 0+1 0+0 0+1  | +2:34,6 |
| 17  | 12               | Japonia · Fuyuko Tachizaki · Sari Furuya · Rina Mitsuhashi · Yurie Tanaka                   | 1:15:47,7 17:51,6 19:50,2 18:40,0 19:25,9 | 0+2 2+7 0+0 0+2 0+1 2+3 0+1 0+0 0+0 0+2  | +3:44,3 |
| 18  | 15               | Coreea de Sud · Anna Frolina · Ekaterina Avvakumova · Mun Ji-hee · Ko Eun-jung              | 1:20:20,6 20:32,3 18:33,9 19:24,5 21:49,9 | 0+5 6+11 0+2 4+3 0+1 0+2 0+1 1+3         | +8:17,2 |